# Notel
Notel（亦作NoteTel，由“笔记本电脑”和“电视”组成的混成词） 是一种产自中华人民共和国并在朝鲜流行的便携式媒体播放器。 该设备配有USB和SD卡接口，亦可播放DVD与EVD （增强型通用光盘，在物理上与DVD相同，但文件格式不同），并集成收音机和电视调谐器。
Notel约在2005年起一直在朝鲜流行，有效促进韓流进入朝鲜。在早年打击致其黑市价格下跌后， Notel在2014年12月合法化。截至2015年，它们可以在部分国营商店（须登记购入）以及在黑市上以约300元人民币的价格购买，据估计，Notel在约五成城市居民中占一席之地。Notel在2015年淡出中国市场，但与朝鲜接壤的省份仍旧畅销。
据脱北者称，Notel对多种格式的支持使他们利用这个功能逃避违禁媒体消费检查：他们将朝鲜DVD置于机器，而使用U盘或SD卡播放韩国视频，当政府派遣的检查员使用温度检测仪确认该产品是否已被使用时，用户可以快速移除外接设备，并以朝鲜DVD回应检查员。